# كابادي البنجابية
كاواددي بنجابي وهي رياضة تواصلية نشأت في منطقة البنجاب تكون على نمط دائرة، حيث أنه يوجد العديد من الأساليب البنجابية التقليدية للعب هذه الرياضة، وتتم هذه الرياضة على مستوى الولاية والدولة أيضا. يحكمها حاليا اتحاد هواة دائرة الكابادي الهندي. 